# ADIRA

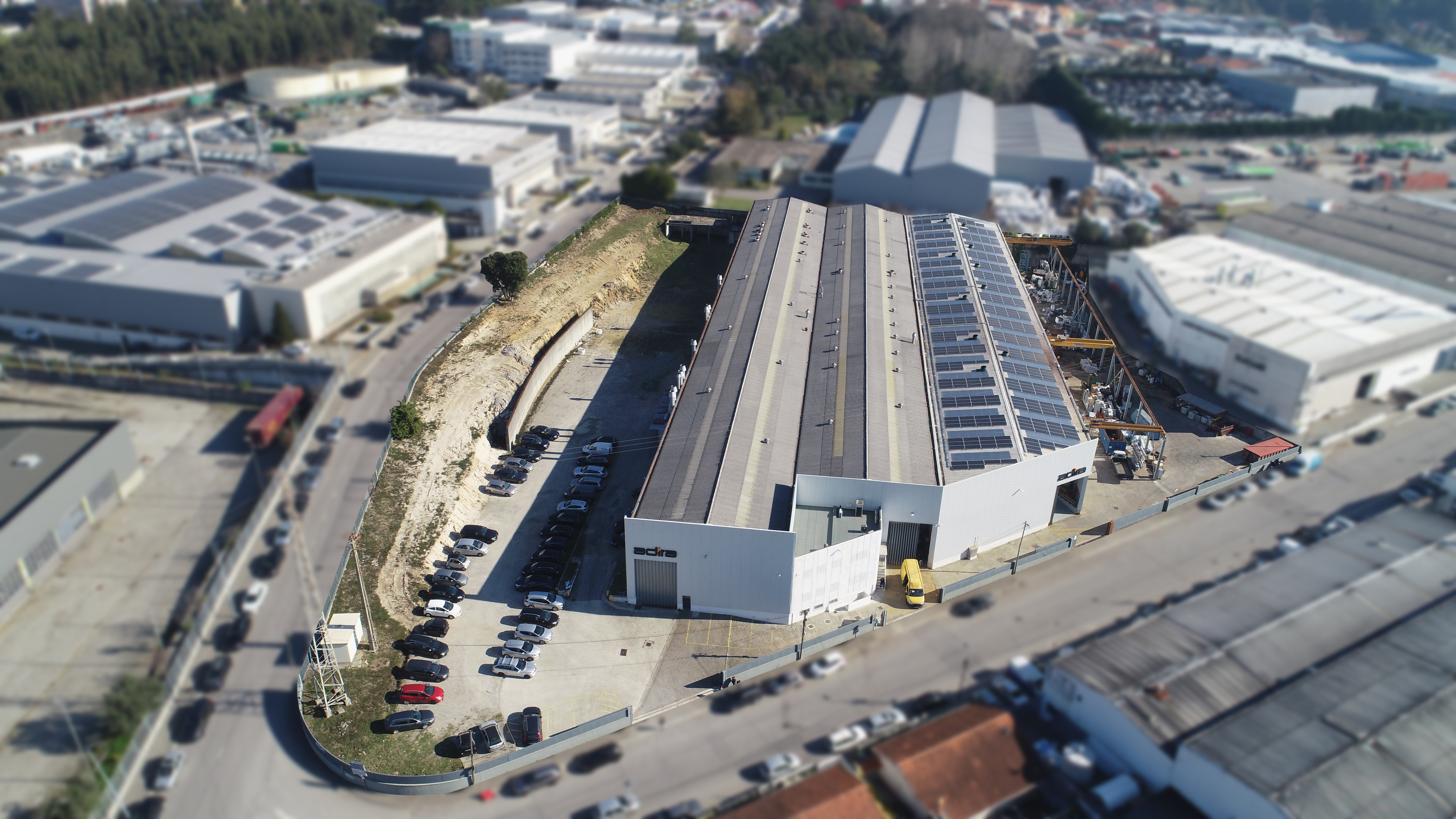
Instalações ADIRA em Vila Nova de Gaia

A ADIRA Metal Forming Solutions, S.A., é um grande fabricante português e fornecedor global de soluções de processamento de chapas metálicas, com sede em Vila Nova de Gaia, no Grande Porto. Especializada no desenvolvimento e produção de máquinas de corte a laser, quinadoras, guilhotinas e células robotizadas, o foco está na automação de todo o fluxo de materiais e dados na cadeia de processos de transformação de chapas metálicas.
Em 2017, a ADIRA passa a ser propriedade do grupo Sonae Capital, atualmente o seu único acionista.

## História

### Fundação
Em 1956, António Dias Ramos funda a ADIRA com apenas 5 trabalhadores na Rua António Bessa Leite, no Porto. A empresa começou por fabricar nas suas instalações de 400m2 tornos, fresadoras e máquinas de aplainar. Nos anos 60 a empresa evolui para o fabrico de máquinas para o trabalho em chapa, desenvolvendo a primeira guilhotina mecânica e quinadora hidráulica em Portugal. Contou, também, com a primeira participação numa feira internacional dando início às exportações.

### Crescimento
Nos anos 70 e 80, a marca cresce com a era da digitalização e da exportação em grande escala, sendo feitas as primeiras exportações para a Inglaterra, Alemanha, Japão, EUA, Austrália e Médio Oriente. É também estabelecida uma parceria com a Faculdade de Engenharia da Universidade do Porto sendo dados os primeiros passos de automação. A ADIRA muda de instalações para uma nova unidade industrial em Vila Nova de Gaia.

### Uma nova era tecnológica

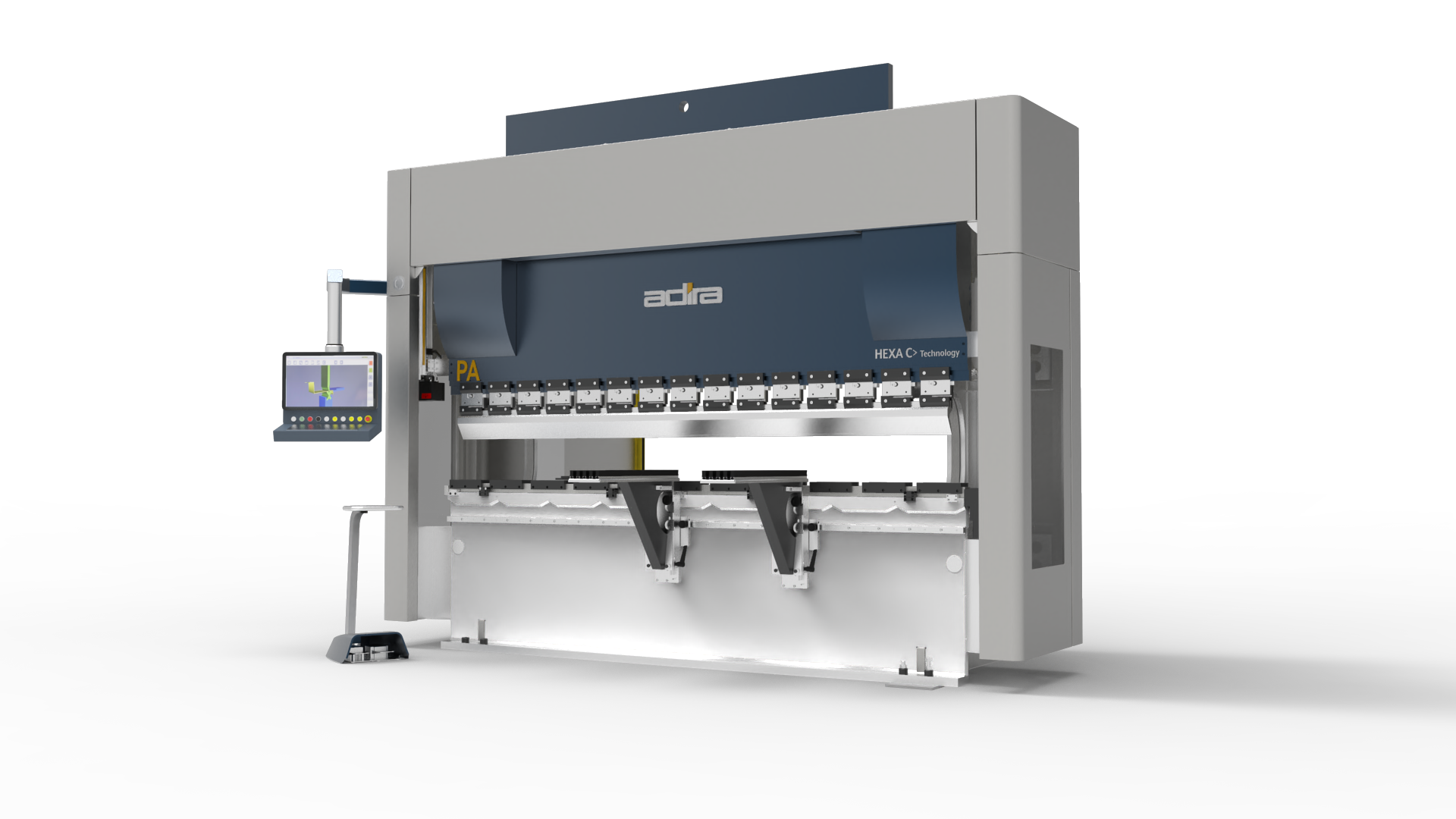
Quinadora ADIRA PA/PA PLUS

Na chegada aos anos 90 é iniciado o projeto de investimento em inovação e modernização dos equipamentos de alta tecnologia, renovação dos layouts das máquinas e nova organização interna. São introduzidas novas tecnologias de informação e a ADIRA passa a ser o primeiro produtor europeu a obter a certificação ISO 9000 e o primeiro no mundo a ter toda a sua gama de produtos com certificação CE.
No final da década é feita a aquisição da Guifil, a maior concorrente nacional.

### Novo milénio
A ADIRA marcou a sua entrada no novo milénio com um consolidar da presença internacional com a abertura das suas primeiras subsidiárias: ADIRA France, ADIRA UK e ADIRA Tech (USA). Adicionou ao seu portfólio máquinas de corte a laser, robots e automatismos, projetando e desenvolvendo uma gama low-cost: Guimadira.

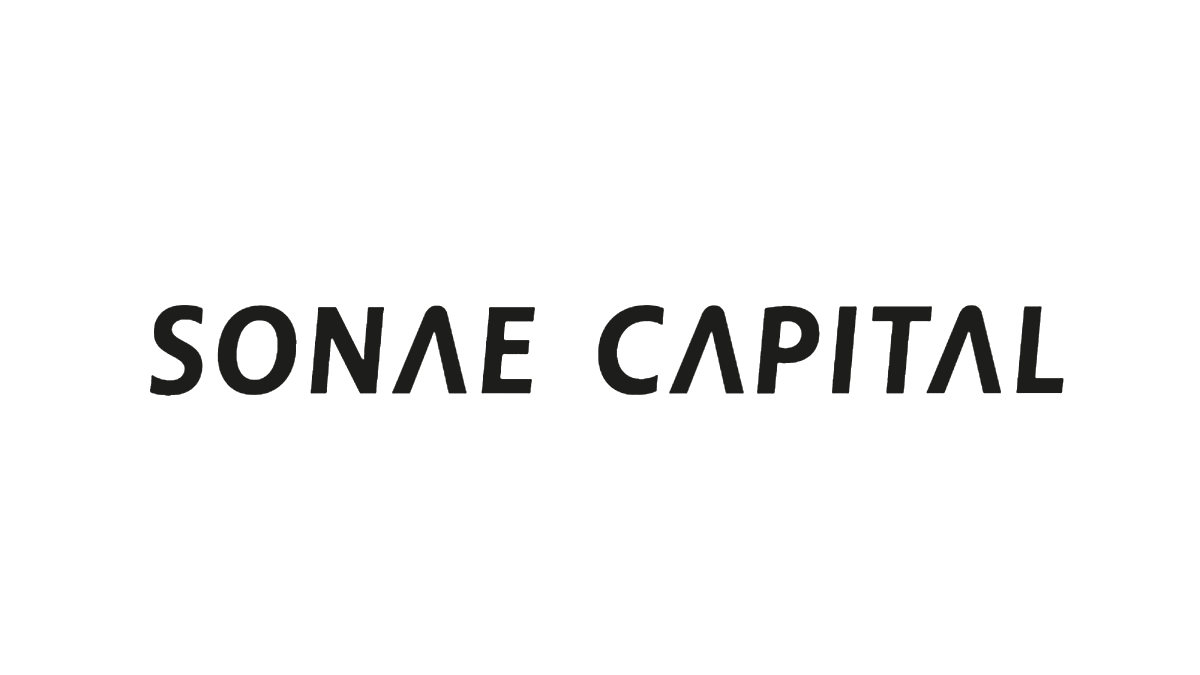
Sonae Capital

No começo da nova década a empresa foi vendida a António Cardoso Pinto que se tornou seu acionista e presidente, colocando um ponto final no envolvimento da ADIRA com a família Dias Ramos.

### Mudança na liderança
Em 2017, a ADIRA é adquirida pelo Grupo Sonae Capital que passa a ser o seu único proprietário, dando início a uma nova fase empresarial com uma oferta de serviços e soluções mais abrangente, competitiva e vanguardista.

## Parcerias
Em 2017, a ADIRA, em parceria com a MC Machinery Systems, Inc., subsidiária da Mitsubishi Corporation, formaram uma cooperação de vendas e serviços visando fornecer quinadoras de alta gama a toda a América do Norte, máquinas com capacidade de 100 a 2000 toneladas. 
A ADIRA é, também, desde 2019, a representante exclusiva em toda a região da Península Ibérica de todo o portfólio Laser Mitsubishi Electrics.